# Aeroportul Municipal Newport
Aeroportul Municipal Newport (IATA: ONP, ICAO: KONP, FAA LID: ONP) este un aeroport din Oregon, Statele Unite ale Americii ce deservește zona Newport⁠(d). Aeroportul a fost tranzitat în 2019 de 2 pasageri. A fost numit după zona deservită.
Situat la o altitudine de 49 m, aeroportul dispune de 2 piste.

## Infrastructură

### Piste
Aeroportul dispune de 2 piste. Pista 02/20 are suprafața de asfalt și dimensiunile 3.001 picioare × 75 picioare. Pista 16/34 are suprafața de asfalt și dimensiunile 5.398 picioare × 100 picioare. 